# Roy Black
Roy Black, egentligen Gerhard Höllerich, född 25 januari 1943 i Bobingen-Straßberg, död 9 oktober 1991 i Heldenstein, var en tysk schlagersångare och skådespelare. 
Han gick i gymnasiet i Augsburg där han tog sin examen. Redan under skoltiden lärde han sig att spela gitarr och 1960 uppträdde han för första gången med sitt rockband "Roy Black and his Canons". Med tiden tog musiken över Blacks liv alltmer, vilket ledde till att han gav upp sina ekonomistudier för att istället ta skådespelarlektioner och ägna sig åt sin artistkarriär. Blacks första singlar som "My Little Girl", "Sweet Darling Mine" och "Darling my love" var inte framgångsrika. Skivproducenten Hans Bertram försåg Roy Black med låtar som var mjukare och mer schlagerbetonade jämfört med rockmusiken. Istället för att sjunga på engelska, så började Black att sjunga på tyska och rockmusiken byttes ut mot tysk schlager. Det var inte förrän i mitten av 1960-talet som hans karriär tog fart på allvar med hitlåtarna Du bist nicht allein, Ganz in weiss och Das Mädchen Carina. 
Under 1960-talet och var Roy Black en av Tysklands största schlagerstjärnor. Han medverkade även i filmer och TV-serier. Låten Ganz in Weiß som lanserades i början av 1966 såldes i 2,5 miljoner exemplar. 1967 var han med i sin första musikalfilm Das Paradies der flotten Sünder. Han hade i flera filmer Uschi Glas som motspelare. Fram till 1969 nådde alla hans singlar topp tio varav tre låtar blev listettor. Han medverkade regelbundet i ZDF-Hitparade. Hans sista stora kommersiella framgång kom 1972 då han sjöng duetten Schön ist es auf der Welt zu sein (svensk titel Då är det skönt att finnas till) med Anita Hegerland.
Under 1980-talet hade han nya framgångar och uppträdde bland annat i Royal Albert Hall och turnerade i DDR. 1986 kom hans första album på flera år med låtar som Wahnsinn och In Japan geht die Sonne auf.
Efter år av alkoholproblem och läkemedelsmissbruk fick han 1991 en hjärtinfarkt och avled. Beskedet om hans plötsliga död chockade många i Tyskland, då få kände till hans privatliv.